# Quarantoli
Quaràntoli (Quaréntul dans le dialecte mirandolais) est un quartier de Mirandola dans la province de Modène en Italie.

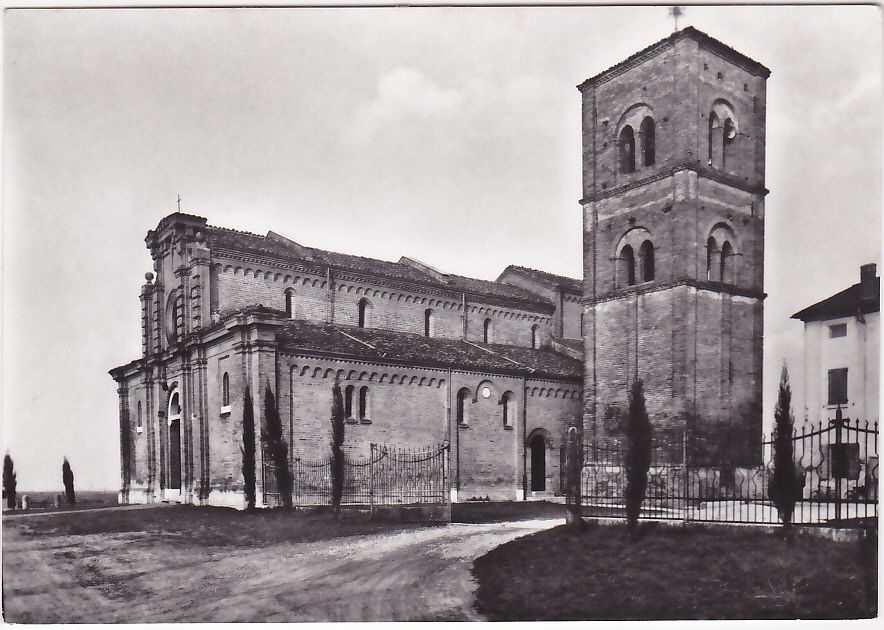
Pieve di Quarantoli vers 1950.